# Raimundas Mažuolis
Raimundas Mažuolis (Vilna, Lituania, 9 de marzo de 1972) es un nadador lituano retirado especializado en pruebas de estilo libre corta distancia, donde consiguió ser medallista de bronce mundial en 1994 en los 50 metros estilo libre.

## Carrera deportiva
En el Campeonato Mundial de Natación de 1994 celebrado en Roma, ganó la medalla de bronce en los 100 metros estilo , con un tiempo de 22.52 segundos, tras el ruso Aleksandr Popov (oro con 22.17 segundos) y el estadounidense Gary Hall Jr.  (plata con 22.44 segundos).